# Мариани, Лино
Ли́но Мариа́ни Ма́йер (итал. Lino Mariani Maier; род. 9 мая 1932, Венеция) — итальянский кёрлингист и тренер по кёрлингу.

## Биография
В составе мужской сборной Италии участник двух чемпионатов мира (лучший результат — девятое место в 1973 году).
Играл на позиции второго и третьего.

## Команды
| Сезон   | Четвёртый    | Третий             | Второй             | Первый        | Турниры            |
| ------- | ------------ | ------------------ | ------------------ | ------------- | ------------------ |
| 1972—73 | Ренато Гецце | Паоло да Рос       | Лино Мариани Майер | Андреа Павани | ЧМ 1973 (9 место)  |
| 1973—74 | Ренато Гецце | Лино Мариани Майер | Роберто Дзангара   | Андреа Павани | ЧМ 1974 (10 место) |

(скипы выделены полужирным шрифтом)

## Результаты как тренера национальных сборных
| Год  | Турнир                            | Сборная          | Место |
| ---- | --------------------------------- | ---------------- | ----- |
| 1994 | Чемпионат Европы по кёрлингу 1994 | Италия (мужчины) | 11    |

## Частная жизнь
Его сын Марко Мариани — тоже кёрлингист и тренер, участник зимних Олимпийских игр 2006. Его внучка Ребекка Мариани (дочь Марко) — участница Зимних юношеских Олимпийских игр 2024, чемпионка Италии среди женщин и юниоров.